# ララミー・プロジェクト
『ララミー・プロジェクト』（The Laramie Project）は、モイセス・カウフマンによる戯曲。2000年に初演され、2002年にはカウフマン自身の演出によりテレビ映画化された。
1998年にアメリカ・ワイオミング州のララミーという町で、マシュー・シェパードという同性愛者の大学生が21歳でヘイトクライムが原因で殺害された事件を基にしている。
日本では、劇団「燐光群」により、常田景子の翻訳、坂手洋二の演出で2001年と2003年に上演された。テレビ映画版はWOWOW・スターチャンネルにて放送された。

## テレビ映画
作品自体高い評価を受けてプライムタイム・エミー賞 作品賞 (テレビ映画部門)にノミネートされた。

### キャスト
- キャスリーン・シャルファン
- ローラ・リニー
- ピーター・フォンダ
- ジェレミー・デイビス
- ネスター・カーボネル
- カムリン・マンハイム
- クリスティーナ・リッチ
- クレア・デュヴァル
- スティーヴ・ブシェミ
- ジャニーン・ガラファロー
- ジョシュア・ジャクソン
- サマー・フェニックス
- エレン・デジェネレス
- ベン・フォスター
- エイミー・マディガン
- マイケル・エマーソン
- フランシス・スターンハーゲン
- ディラン・ベイカー
- マーゴ・マーティンデイル
- ビル・アーウィン